# Dětská fantasy

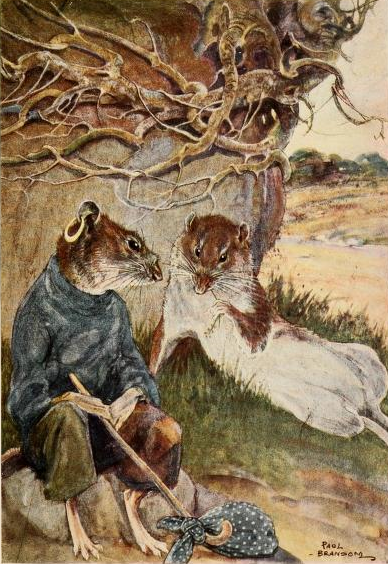
Ilustrace k románu Vítr ve vrbách aneb Žabákova dobrodružství, klasickému dílu dětské zvířecí fantasy, autorem vyobrazení je Paul Bransom

Dětská fantasy, v obdobném významu někdy také pohádková fantasy, je jedním ze subžánrů fantasy. Je vymezen předpokládanou skupinou čtenářů či diváků, kterou jsou děti, případně dospívající. V příbězích se často objevuje dětský protagonista. S oblibou jsou využívány zvířecí postavy (zvířecí fantasy), skryté světy, cestování časem a prostorem nebo miniaturní světy drobných bytostí či zmenšených hrdinů. V modernější dětské fantasy se pak častěji objevují též závažné společenské, politické a ekologické otázky.
K úspěšným dílům dětské fantasy patří ve starší literatuře Carrollova Alenka v říši divů, MacDonaldův román Princezna a skřítci, Grahamův Vítr ve vrbách aneb Žabákova dobrodružství, případně Pět dětí a skřítek od Edith Nesbitové. V průběhu 20. století získaly popularitu zejména Tolkienův dobrodružný Hobit aneb Cesta tam a zase zpátky či Lewisovy křesťansky laděné Letopisy Narnie, na přelomu 20. a 21. století pak série Harry Potter od J. K. Rowlingové nebo trilogie Jeho temné esence od Philipa Pullmana. V oblasti filmové a televizní produkce patří mezi nejoblíbenější dětské fantasy adaptace literární děl (filmová série Harry Potter) a převážně animovaná tvorba společnosti Disney.

## Historie

### Zrod a vývoj do poloviny 20. století
Dětská fantasy vyrůstá především z dlouhé tradice pohádek, bajek a pověstí, včetně artušovských, tedy textů, které původně nebyly určeny dětskému posluchači a čtenáři. Utvářela se již v 19. století, kdy vznikal též žánr fantasy jako takový, a četná jeho raná díla (například Phantasmion (1837) Sary Coleridgové, označovaný za jeden z prvních fantasy románů) lze vnímat spíše jako texty určené dětem. Podle jiných badatelů je prvním fantasy určeným pro děti Hoffmannův Louskáček a myší král z roku 1816 – od autorových ostatních fantastických textů se Louskáček liší přítomností dětského protagonisty a postavami v podobě živoucích hraček, včetně zakletého prince Louskáčka.

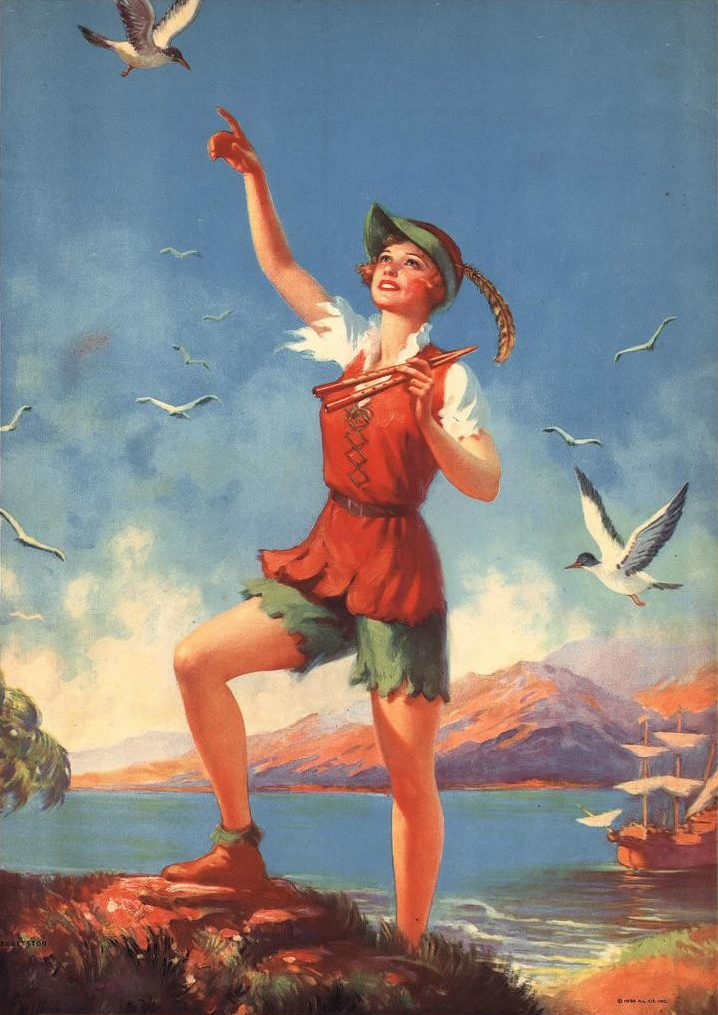
Věčně mladý chlapec Petr Pan z příběhů Jamese Matthewa Barrieho, ilustrace Edwarda Masona Egglestona

K ostřejšímu rozdělení došlo v 60. letech 19. století, kdy v anglicky psané literatuře vznikly dva významné texty dětské fantasy: Vodňátka (Charles Kingsley) a Alenka v říši divů (Lewis Carroll). V následujících dekádách se pak dětská literatura začala odchylovat od moralizujícího zaměření a stále více využívala bohaté fantaskní světy a příběhy. Ani v tomto období nicméně ještě nedošlo k jednoznačnému odlišení od pohádky, vzhledem k hojnému využívání pohádkových prvků, jak je vidět například u George MacDonalda, jenž kromě „dospělé“ fantasy, k jejímž zakladatelům patří, sepsal také množství děl pro děti, zejména Princeznu a skřítky (1871).

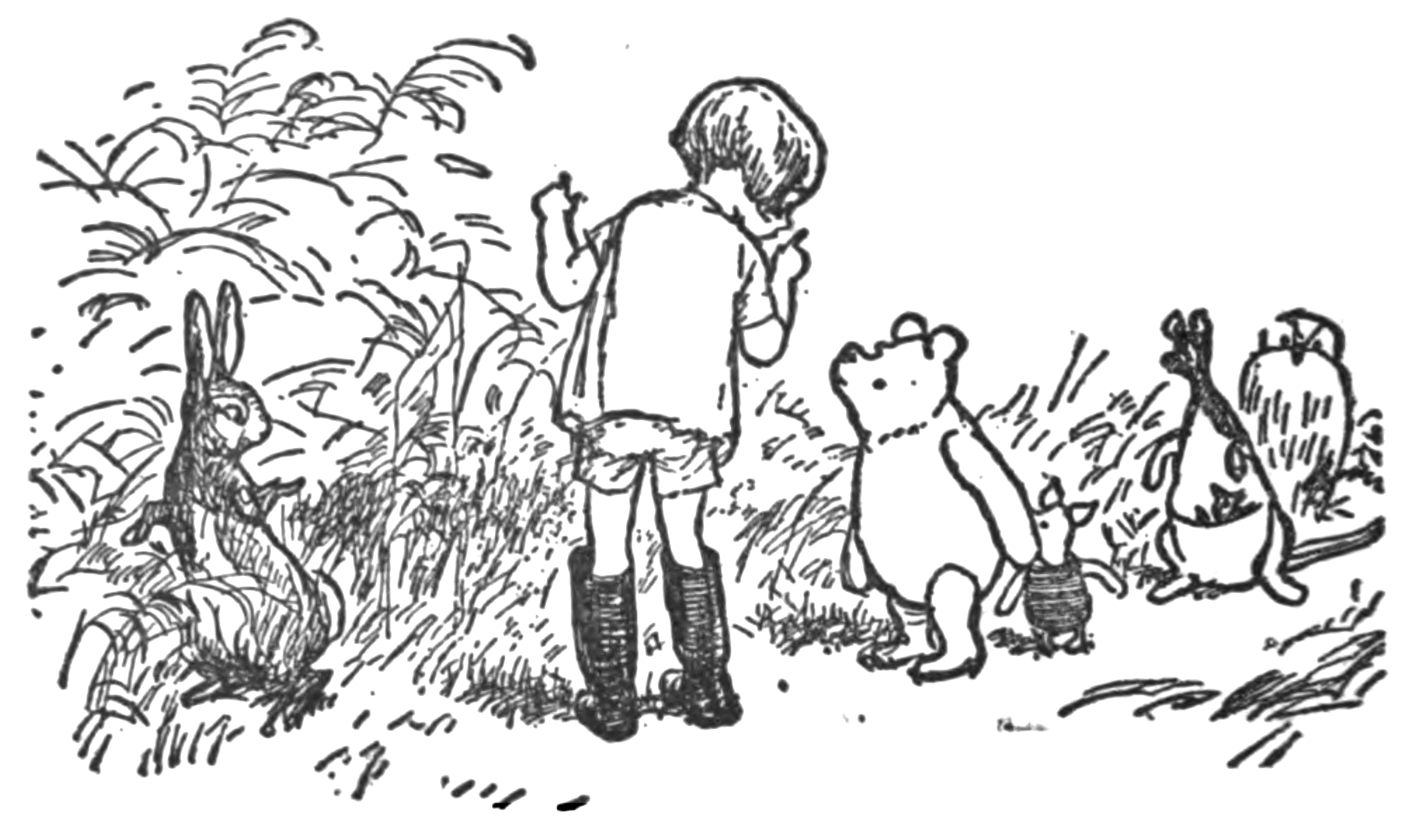
Ilustrace Ernesta Howarda Shepherda ke knize Medvídek Pú

K dalším významným autorům patřily Mary Molesworthová a Edith Nesbitová, známá například románem Pět dětí a skřítek (1902). Nesbitová bývá někdy označována za matku moderní dětské fantasy, a to především díky schopnosti spojovat moderní vypravěčský hlas s dětskou perspektivou a kombinovat tradiční pohádky s novodobými prvky (výtah, matematické výpočty, potápěčské zvony a podobně) – nevysílala své dětské hrdiny do kouzelných říší, a namísto toho nechávala magii vstupovat do každodenního života.
Značný vliv na dětskou fantasy měla rovněž postava Petra Pana, s níž na počátku 20. století přišel James Matthew Barrie. Pod vlivem oblíbených Kiplingových Knih džunglí, které byly svým dobrodružným pojetím přitažlivé i pro mladší čtenáře, se dále rozvíjely příběhy o dětem a zvířatech. Vítr ve vrbách aneb Žabákova dobrodružství (1908) od Kennetha Grahama je ukázkou zvířecí fantasy, v níž po vzoru bajky vystupují zvířecí hrdinové. Jiným příkladem z 20. let mohou být knihy o doktoru Dolittleovi, zvěrolékaři, jenž hovoří se zvířaty, od Hugha Loftinga, popřípadě Medvídek Pú od A. A. Milneho, kde vystupují zvířátka jako živé plyšové hračky.
Jiným významným autorem byl Edward Wyke-Smith, autor románu Kouzelná země snergů (1927). Jeho dílo se, spolu s MacDonaldovou Princeznou a skřítky, stalo inspirací pro Tolkienova Hobita. Do kulturního povědomí se vepsala také Mary Poppins, vystupující v knihách Pamely Lyndon Travers, počínaje románem Mary Poppins (1934).

### Po druhé světové válce

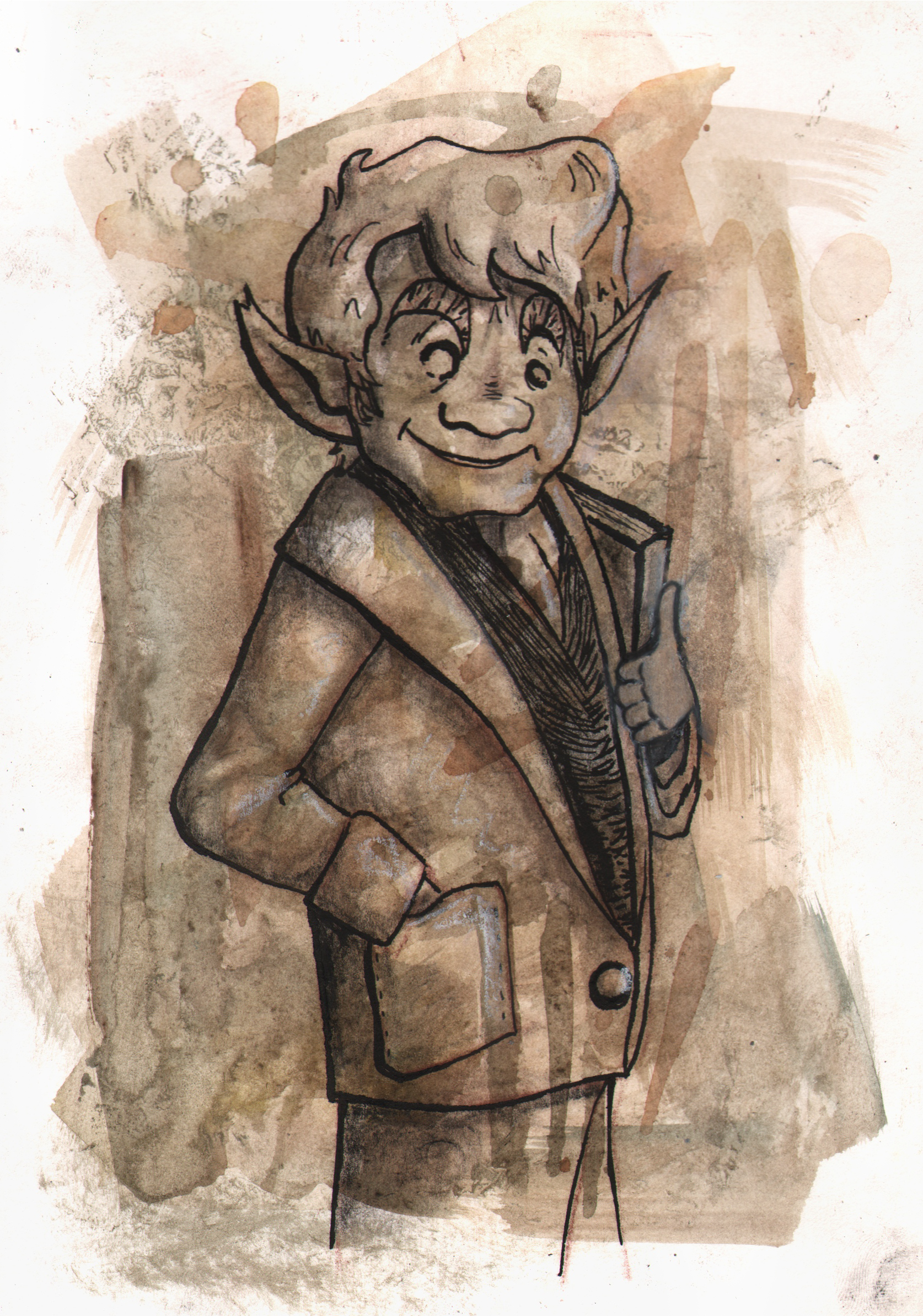
Bilbo Pytlík, hrdina románu Hobit aneb Cesta tam a zase zpátky, oblíbeného díla dětské fantasy

Zatímco dospělá fantasy byla po druhé světové válce často terčem útoků, fantasy pro děti se s nedůvěrou mainstreamových čtenářů a kritiků potýkat nemusela a její vývoj pokračoval nepřerušeně. Mike Ashley vymezuje šest základních proudů – mikrosvěty, cestování na tajná místa, cestování časem, smyšlené světy, příběh o vyplněném přání a zvířecí fantasy.
K vyprávění o miniaturních světech a bytostech patří například Pidilidi (1952) od Mary Nortonové, Velká dobrodružství myšáka Stuarta Littlea od Elwyna Brookse Whitea či knihy o muminech od Tove Janssonové. Druhým oblíbeným námětem jsou skrytá místa, „tajné zahrady“ plné tajemství – klíčovým textem tohoto typu je Tomova půlnoční zahrada (1958) od Philippy Pearceové, o tajné zahradě, do níž hrdina může proniknout jen v okamžiku, kdy hodiny odbíjejí třináctou. Norton Juster je autorem klasického díla Podivuhodná výprava z pokoje až na kraj světa o chlapci, který pronikne do záhadného světa pomocí mýtní budky ve svém pokoji. Do této kategorie patří též Most do země Terabithia (1978) od Katherine Patersonové nebo Nekonečný příběh (1978) od Michaela Endeho. Třetím oblíbeným typem je vyprávění o cestování časem: Andre Nortonová toto pojetí využívala v sérii Magie, vycházející od poloviny 60. let a zavádějící protagonisty do různých historických údobí. Penelope Farmerová pracovala s motivem výměny vědomí moderní dívky a dívky z roku 1918 v románu Klára a Karolína: dvojčata přes propast času.

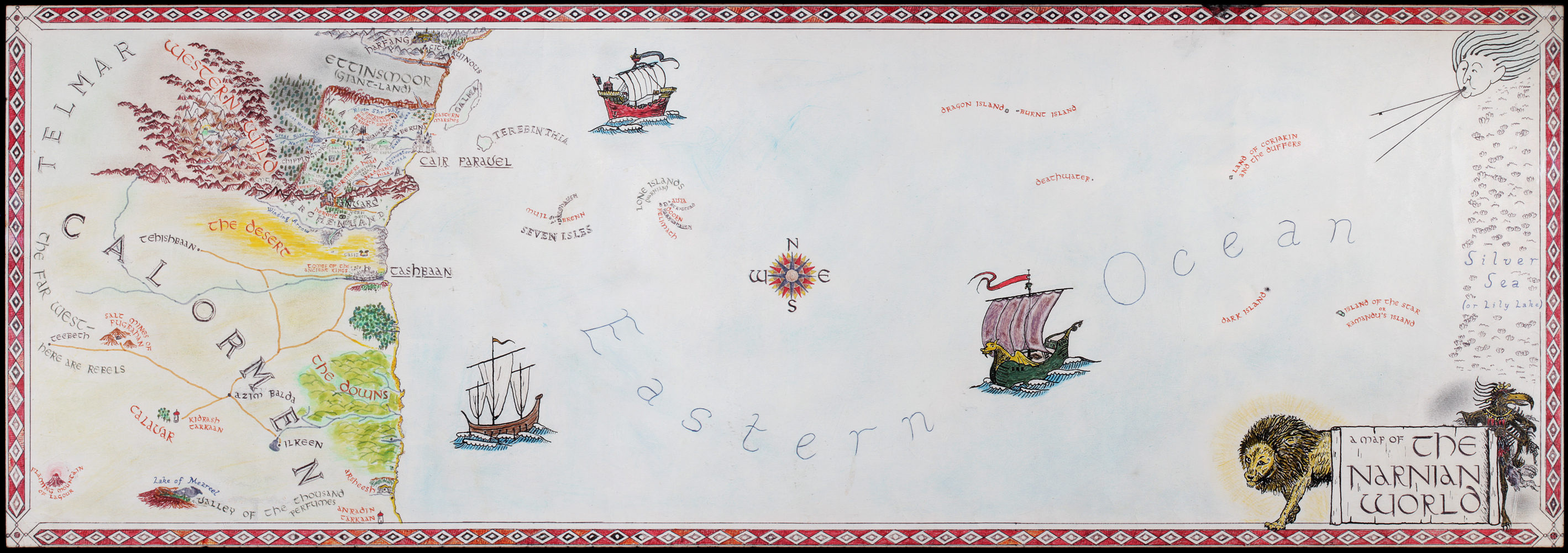
Mapa světa Narnie ze série Letopisy Narnie

Vyprávění o smyšlených světech mají blízko ke skrytým místům – s tím rozdílem, že podobě jako ve vysoké fantasy mají nově odhalované světy svou vlastní historii a mytologii. Značný vliv i na dětskou fantasy měl Pán prstenů, vzorem pro další spisovatele se staly i Lewisovy Letopisy Narnie, počínaje románem Lev, čarodějnice a skříň (1950). V některých případech je zařazení k dětské fantasy sporné a záleží na způsobu propagace; zejména po úspěchu Pána prstenů byly v USA jako dospělá fantasy inzerovány i knihy jinde vnímané jako spíše dětské – v této situaci se ocitl například Čaroděj Zeměmoří (1968) od Ursuly Le Guinové. K jiným hraničním případům patří Kroniky Prydainu od Llyoda Alexandera. Příběhy o splněném přání často navazují na díla Edith Nesbitové a obvykle vyprávějí o nalezení kouzelného předmětu, který dětem umožňuje měnit svět kolem sebe a zažívat dobrodružství. Příkladem může být román Jak se Trivoj smrskl (1972) od Florence Parry Heideové. K dalším textům patří příběhy Eleanor a Eddyho z pera Jane Langtonové, vycházející od 60. let.
Zvířecí příběhy pak patří k nejrozsáhlejšímu typu dětské fantasy – fantastickým prvkem bývá skutečnost, že zvířata mluví nebo jsou ještě více antropomorfizována. K oblíbeným zvířatům patří medvědi (Medvídek Paddington, 1958, od Michaela Bonda), psi (Sto a jeden dalmatinec, 1956, od Dodie Smithové), myši (Myš a jeho dítě, 1967, od Russella Hobana), kočky (prózy Paula Gallica), prasátka (Prasátko Babe, 1983, od Dicka King-Smitha). Vlivná je také Šarlotina pavučinka (1952) od Elwyna Brookse Whitea, vyprávějící o vztahu prasátka a pavoučka.

### Od konce 20. století

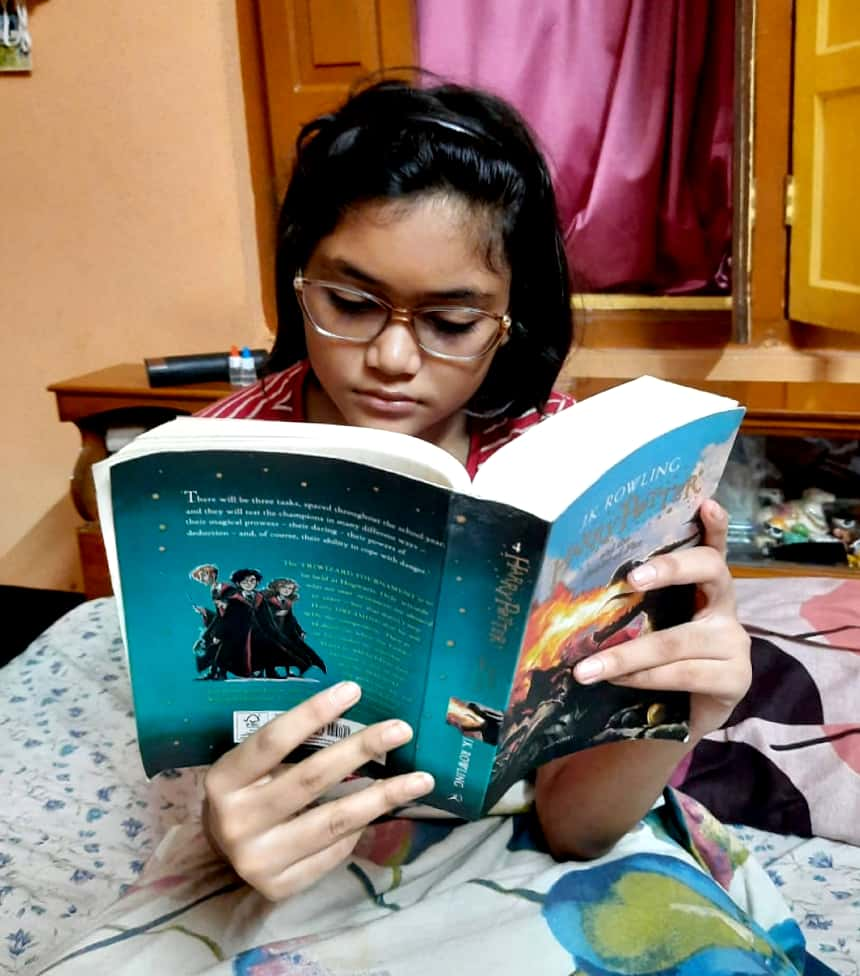
Dítě čtoucí knihu ze série Harry Potter

Na konci 20. století došlo společně se společenskými posuny také ke změnám preferencí v dětské fantasy. Úspěch zaznamenaly rozsáhlé série, mnohdy vyprávějící o protagonistovi, který získává nadpřirozené schopnosti – nejtypičtější a nejúspěšnější ukázkou je heptalogie Harry Potter (1997–2007) od J. K. Rowlingové. Obvyklé venkovské prostředí je často nahrazováno městem, jak učinil například China Miéville v románu Un Lun Dun (2007), zasazeného do odvrácené strany Londýna. K novým tématům se zařadily otázky společenského uspořádání, znečišťování a ničení životního prostředí, nebo dokonce totalitarismu – k významným antiutopiím v rámci dětské fantasy patří Dárce (1993–2012) od Lois Lowryové nebo tetralogie Oškliví (2005–2007) od Scotta Westerfelda. Autoři jako Eoin Colfer nebo Jonathan Stroud ve svých dětských fantasy naplno využili koncept antihrdiny. Úspěšným se stal rovněž Alan Garner se sérií Alderley nebo Philip Pullman s trilogií Jeho temné esence, silně kritickou vůči organizovanému náboženství.
Marie Nikolajeva uvedla, že žánr dětské fantasy je typický především prací s cílovým čtenářem, který je ochotný přijímat magické světy a nepravděpodobné události. Texty přitom mohou nastolovat závažné etické, psychologické či existenciální otázky, přičemž fantastické může zastupovat realitu – a takové příběhy jsou při formování osobnosti „vhodnější než naprostý realismus“. Upozornila také, že dětská fantasy je přijímána lépe než fantasy pro dospělé, na kterou běžní čtenáři často nahlížejí jako na banální žánrovou literaturu.